# Петранківська сільська рада
| Петранківська сільська рада — орган місцевого самоврядування у Рожнятівському районі Івано-Франківської області з адміністративним центром у с. Петранка. Водоймища на території, підпорядкованій даній раді: річка Бережниця. Сільській раді підпорядковані населені пункти: - с. Петранка |

## Склад ради
Рада складається з 20 депутатів та голови.

### Керівний склад ради
| ПІБ                     | Основні відомості                                                 | Дата обрання | Дата звільнення |
| ----------------------- | ----------------------------------------------------------------- | ------------ | --------------- |
| Курпіль Дмитро Іванович | Сільський голова, 1965 року народження, освіта, безпартійний      | 26.03.2006   | 31.10.2010      |
| Ленів Іван Степанович   | Сільський голова, 1956 року народження, освіта вища, безпартійний | 31.10.2010   | 25.10.2015      |
| Курпіль Дмитро Іванович | Сільський голова, 1965 року народження, освіта, безпартійний      | 25.10.2015   |                 |

Примітка: таблиця складена за даними джерела